# Relació

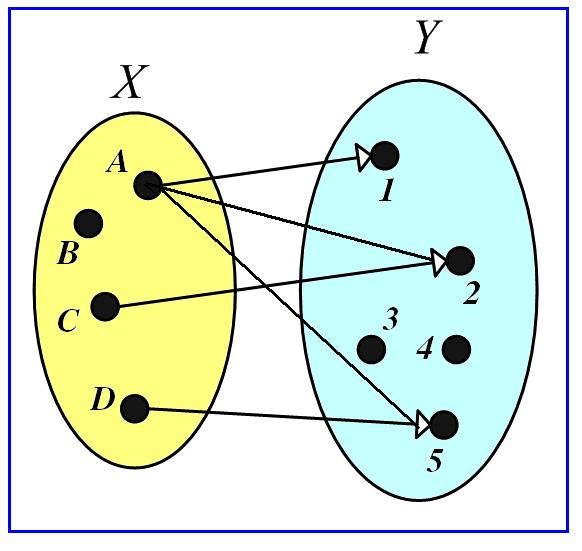
Diagrama que il·lustra una relació entre dos conjunts

Relació és l'associació entre els elements d'un o diversos conjunts. Es poden definir mitjançant una regla general o especificant les regles entre els elements una a una.
Un exemple de definició general és: sigui la relació ~ entre els habitants d'una comarca sempre que a~b si l'any de naixement de a és igual al de b.
Un exemple de relació definida especificant els seus elements és el següent: donat el conjunt {\displaystyle A=\{a,b,c,d\}} definim la relació {\displaystyle R=\{(a,a),(b,b),(c,c),(d,d),(a,b),(a,c),(a,d)\}}, on es pot veure que cada element es relaciona amb ell mateix i l'element "a" es relaciona amb tots, en canvi b no es relaciona amb a, ja que el parell {\displaystyle (b,a)} no està inclòs dins R.

## Tipus
Alguns tipus de relacions són les d'equivalència i les d'ordre.
Les relacions d'equivalència són les que compleixen les propietats reflexiva, simètrica i transitiva. Com a resultat d'aquestes propietats, les relacions d'equivalència formen diversos subconjunts, anomenats classe d'equivalència, no buits i disjunts.
Una relació d'ordre és aquella que compleix les propietats reflexiva, antisimètrica i transitiva.

## Relació ordenada
Un cas especial de relació és la relació binària ordenada. Aquesta relació dona com a resultat un conjunt de parells ordenats. Aquesta relació sempre és d'un primer conjunt sobre un segon conjunt, tot i que el primer i el segon conjunt poden tenir els mateixos elements.
Per exemple, donats els conjunts {\displaystyle A=\{1,3,6\}} i {\displaystyle B=\{4,5\}}, la relació binaria "element d'A major que element de B" donaria els següents parells ordenats: {\displaystyle (A,B)=\{(6,4),(6,5)\}}